# 童黨 (電影)
《童黨》（英語：Gangs）是一部於1987年攝製，1988年上映的香港犯罪電影，為導演劉國昌的電影處女作，由何沛東、王忠巡、梁十一、馬衍亭、謝偉傑、譚珊珊、譚建成、劉志達及容兒主演。本片起用新人為主要演員，為1988年第十二屆香港國際電影節推介電影，並在1989年第8屆香港電影金像獎獲四項提名。

## 故事大綱
父親出身黑道的大強（何沛東飾）與弟細強（王忠巡飾），是以昏迷（梁十一飾）為首的童黨之成員，他們包括大強女友豬油糕（馬衍亭飾）、昏迷女友花貓（譚珊珊飾）、脾氣暴躁的小妖（謝偉傑飾）等九名男女，介乎十二至十七歲，各有不同背景（下按編劇陳文強之言）：有人因父親是老一輩黑道希望青出於藍；有人處心積累要在黑道揚名；有人妄想借助黑道抒發情緒；有人是逃避家庭生活胡亂埋堆的鴕鳥；有人是但求好玩的喪妹；有人是不顧一切追求與小情人同生共死的傻女；有人厭倦黑道生活卻難以脫離。這童黨為黑社會頭目文哥賣命，從事收取保護費、爆竊等勾當。一次與敵對幫派的械鬥中，雙方各有傷亡，文哥亦喪命，他們無助地逃避警方追捕。昏迷聯絡社團頭目勝叔及從事私鐘（賣淫）生意的其他幫派朋友Peter尋求幫助，但眾人被勝叔出賣，昏迷被警方拘捕。私鐘幫乘機勸花貓及豬油糕跟從他們，逃脫圍捕的大強欲帶走豬油糕，但豬油糕最終仍被私鐘幫擄走。大強重遇小妖，兩人放火燒毀私鐘幫的賣淫場所作為報復，但小妖失手被擒，後被私鐘幫老大下令殺害。強父（葛承恩飾）為免私鐘幫對兒子趕盡殺絕，請來社團叔父與私鐘幫老大談判，但他們最終被私鐘幫偷襲，強父為救大強而身亡。

## 角色
| 演員   | 角色     | 備註 |
| 何沛東 | 大強     | 於車房工作，細強之兄。在童黨眾人中較冷靜，具親和力，眼見弟弟亦步自己後塵加入童黨而有所感觸，因處於黑社會邊緣而精神困苦。                  |
| 王忠巡 | 細強     | 大強之弟，因父親及兄長都涉足黑道而對此嚮往。性格衝動，滿口粗言:103，實際上是有著孩童的天真和憨戇。與Disco幫的械鬥中受傷，被眾人帶著逃亡。 |
| 梁十一 | 昏迷     | 在童黨中較有領導地位的成員。為了籌錢安排女朋友賣淫:103。後被社團頭目勝叔出賣，被警察拘捕。                                                |
| 馬衍亭 | 豬油糕   | 大強的女朋友。後被私鐘幫強行擄走。 |
| 謝偉傑 | 小妖     | 生性暴躁，好勇鬥狠，常與其他童黨成員不和。曾因性衝動欲施暴女性成員:103。與大強一起向私鐘幫報復時被擒，後被拋進海裡身亡。                  |
| 譚建成 | 護髮素   | 有吸毒習慣。 |
| 劉志達 | 薄樂卡   | 與Disco幫打鬥中被殺。 |
| 容兒   | 雞包仔   | 與護髮素一起吸毒，險被小妖施暴。 |
| 譚珊珊 | 花貓     | 昏迷的女朋友。昏迷被捕後跟隨私鐘幫成為妓女。                                                                                              |
| 葛承恩 | 強父     | 大強、細強之父，於屋邨經營士多，曾為黑社會份子。最後為救大強而死。                                                                        |
| 饒芷昀 | 強母     | 大強、細強之母。 |
| 鮑偉亮 | 文哥     | 謔稱「爛臭文」，社團「新興」的頭目，昏迷等人的大哥。與Disco幫的械鬥中被殺。                                                               |
| 葉進   | 勝叔     | 社團頭目，假意協助昏迷等人逃亡，實欲出賣他們予警方。                                                                                      |
| 梁錦燊 | 倫叔     | 社團叔父，強父的好友，為大強出面與私鐘幫大哥談判。                                                                                        |
| 雷達   |          | |
| 陳超   | 私鐘幫   | |
| 張賜華 | 私鐘幫   | |
| 陳德明 | 私鐘幫   | |
| 黃君捷 | 私鐘幫   | |
| 李浩斌 | 私鐘幫   | |
| 黃永遠 | 私鐘幫   | |
| 黃志祥 | 倫叔手下 | |
| 趙偉昌 | Disco 幫 | |
| 吳的之 | Disco 幫 | |
| 關國良 | Disco 幫 | |
| 何仲賢 | Disco 幫 | |
| 何成業 | Disco 幫 | |
| 鄧詠詩 | Disco 幫 | |
| 洪虹   | Disco 幫 | |

## 製作

### 構思與籌備
最初銀都找於香港電台擔任編導數年的劉國昌擔任導演拍片，認為劉擅長寫實手法，於是劉構思了多個寫實題材，並找來在香港電台時常合作的編劇陳文強。劉與陳在香港電台期間曾合作關於青少年問題的《獅子山下》之《小童．老同》，陳認為當時不夠深入，可藉電影更深入探討，銀都亦認為青少年題材較符合商業市場，因而選擇此題材。本片成為劉國昌的電影導演處女作，亦是陳文強的電影編劇處女作。
本片籌備時間約一年，大部分時間用於資料搜集，劇組於邊緣青少年常流連之地點結識他們及訪問社工:102。由籌備至完成製作前後達兩年之久。劉國昌與陳文強表示，他們的合作之中，陳文強主要負責發挖感性的材料，而劉國昌則從較冷靜、客觀的角度分析與選材。

### 選角
按1988年《電影雙周刊》關於選角及演員介紹之特稿，及2020年《香港01》找回導演劉國昌及梁十一等其中四名演員進行專訪，劉國昌當時欲找無演出經驗的素人或電影新人演出本作，先以刊登報章廣告方式招募新人，遴選超過一千人，氣質符合要求者不多，於是亦同時在年輕人流連的地方物色人選。其中梁十一、何沛東、謝偉傑三人從此活躍電影圈，曾一同演出《學校風雲》等多套電影，而當年有關《學校風雲》的報道亦有透露三人之背景。《童黨》中九名主要演員整理如下：
- 飾演昏迷的梁十一：略有演出經驗的影圈新人[13]，多名兄長是龍虎武師，其中以武打演員梁小龍最知名[18]，喜歡電單車競賽[18]，當時亦為一髮型屋老闆[10]。自言曾為「真童黨」，熟悉屋邨[17]。
- 飾演花貓的譚珊珊：自言曾出來混，很狂野。與梁十一假戲真做，拍攝期間開始拍拖。[10]
- 飾演大強的何沛東：原名何偉業，拍攝此片時十九歲，剛中學畢業，向銀鳳影業自薦後獲推薦拍攝本片[19]。在《電影雙周刊》之特稿中被描述為年紀雖輕卻經歷不少世情，顯得世故，很適合演繹此角[10]。亦曾自言中三前很乖，中三後開始出來混[18]。拍攝本片後於電影圈發展。
- 飾演細強的王忠巡：出身良好家庭，在眾主要演員中，背景、性格與角色差異較大[10]。此後數年間亦有小量電影演出，包括劉國昌的《哥哥的情人》。至1996年投考香港警隊督察，2022年晉升至助理處長、香港警察學院院長[20]。
- 飾演薄樂卡的劉志達：沒交代來歷，被描述為大情大性，符合角色性格。[10]
- 飾演小妖的謝偉傑：由副導演葉劍峰在尖東海傍找來[13]，是「真童黨」[17]，拍攝本片後於電影圈發展，角色名「小妖」亦成為其藝名。
- 飾演護髮素的譚建成：經由報章廣告應徵後獲選[13]。
- 飾演雞包仔的容兒：沒交代來歷，被描述為背景和性格都很複雜、好勝、欲在演藝事業有所作為[10]。此後曾演出數部電影。
- 飾演豬油糕的馬衍亭：由朋友介紹參演，但家庭保守，沒有興趣留在影圈[21]。一說為少女模特兒出身[13]。此角於拍攝初期仍未選定演員[10]。

### 拍攝風格
除起用新人演出外，電影以無劇本及靠演員臨埸發揮的形式拍攝。
對於本片的紀實風格，劉國昌自己認為前半部分較為寫實，後半部分較為誇張，因完全寫實則很難呈現一個吸引觀眾的故事。

### 送檢
本片交送電檢處審核時，多達三十處被要求刪剪，其中主要為對白，也有一些是畫面。經上訴後，其中四處獲准保留。最終剪去一場戲，及三場戲的部分畫面，重新配過二十三句對白。:102

## 發行
本片於1988年4月8日至5月7日上映共三十天，票房近港幣七百六十萬元。

## 評價
香港電影導演會之評價：本片以紀錄片手法拍攝，寫實刻劃當時邊緣青少年的實況，是1980年代香港新浪潮電影重要作品之一（屬新浪潮之後期）。
香港電影資料館之評價：本片「鋒芒收斂，著重在不動聲色的細節編織中獻上無聲驚雷的主題力量」。此外，劉國昌擅於調教非專業演員，讓童黨角色活靈活現。影評多對片中的新演員演出予以很正面的評價。
《電影雙周刊》之評價：本片沒有對青少年問題刻意批判或探討，只是用鏡頭冷靜地紀錄下來，卻能在社會性和商業性上取得平衡。但當時亦有影評人楊早兒認為其成就「只此而已」，只能對不幸的年青人「寄以同情」，未能帶來社會整體的反思。
影評人石琪亦認為本片沒有說教和道德批判，但強調角色的悲劇性，所以也具警世意味。他又指出本片故事骨幹，其實也是當時港產片常見、譁眾取寵的「黑色打仔與蕩女的奇情刺激方程度」，而且當中童黨行為也是港產片中司空見慣，但紀錄片手法帶來與別不同的真實性。他的評論對各主要角色的個別分析最為細緻。
影評人舒琪當時對本片的寫實評價甚高，他認為相較之下當時的電影圈充滿固有套路、虛幻、不理性的煽情和宣泄，他亦嚴辭批評電檢處的刪減要求。
學者馬世豪比較本片與劉國昌1983年執導的香港電台節目《香港香港》單元短劇《蒼生》、2008年執導的電影《圍城》，作出比較分析，三者均以問題青年為主題。他指出本片主要以童黨的第一身角度叙事，《蒼生》則採用第三身角度，而《圍城》則是不同角度交集。而這些作品中描劃了青年的暴力、迷失、復仇，但也不乏最後懂得反思生活的角色，如本片的大強，馬世豪認為劉國昌的觀點是問題青年的命運終究取決於個人內心抉擇。

## 獎項及提名
| 年份 | 頒獎典禮            | 獎項         | 名字               | 結果 |
| ---- | ------------------- | ------------ | ------------------ | ---- |
| 1989 | 第8屆香港電影金像獎 | 最佳電影     |                    | 提名 |
| 1989 | 第8屆香港電影金像獎 | 最佳導演     | 劉國昌             | 提名 |
| 1989 | 第8屆香港電影金像獎 | 最有前途新人 | 何沛東             | 提名 |
| 1989 | 第8屆香港電影金像獎 | 最佳剪接     | 火山、郭強、劉國昌 | 提名 |

## 外部連結
- 香港影庫上《童黨》的資料（繁體中文）
- 时光网上《童黨》的資料（简体中文）
- 豆瓣电影上《童黨》的資料 （简体中文）
- AllMovie上《童黨》的资料（英文）
- 互联网电影数据库（IMDb）上《童黨》的资料（英文）